# デンヨー
デンヨー株式会社 （Denyo CO.,Ltd.）は、屋外用エンジン発電機・溶接機を製造する企業。東京都中央区に本社を置く。

## 概要
屋外用パワーソースのパイオニア。エンジン発電機・エンジン溶接機でトップメーカー。夜間の工事現場を照らす投光機やキャンプなどで使用する可搬型発電機も揃えている。
アメリカ合衆国、アジアで現地生産を行っている。
社名のデンヨーは、創業時からの社名である「日本電気熔接機材」の略称で、1966年（昭和41年）に現在の社名に改称された。

## 取引金融機関
- みずほ銀行
- 三菱UFJ銀行
- 三井住友銀行
- 伊予銀行

デンヨーは第一勧銀グループ（三金会に加盟）に属するが、旧第一勧業銀行の流れを汲むみずほ銀行だけではなく、他の銀行とも取引がある。

## 沿革
- 1948年（昭和23年）7月 - 日本電気熔接機材株式会社を東京入船町（現・新富町）に設立。
- 1949年（昭和24年）9月 - 東京中野工場を東京都中野区に開設。抵抗及び交流アーク溶接機の生産を開始。
- 1956年（昭和31年）1月 - 回転式直流アーク溶接機の生産を開始。
- 1959年（昭和34年）
  - 3月 ‐ 日本最初の高速エンジン溶接機を開発、生産を開始。
  - 12月 - 埼玉県に埼玉工場が完成。エンジン発電機の生産を開始。
- 1966年（昭和41年）7月 - デンヨー株式会社に社名変更。
- 1970年（昭和45年）7月 - 滋賀県甲西町（現・湖南市）の湖南工業団地に滋賀工場完成、生産を開始。
- 1973年（昭和48年）4月 - エンジンコンプレッサーの生産を開始。
- 1976年（昭和51年）
  - 3月 - インドネシア西ジャワ州ブカシに合弁会社P.T.デンヨーインドネシアを設立。
  - 4月 - 福井県若狭町に福井工場が完成し、操業開始。
- 1980年（昭和55年）9月 - 日本証券業協会（現・ジャスダック）に株式を店頭登録。
- 1981年（昭和56年）1月 - シンガポールに現地資本との合弁会社ユナイテッド マシナリー サービス PTE.LTDを設立。
- 1982年（昭和57年）1月 - 埼玉県の川越工業団地に新埼玉工場が完成し、移転を完了。
- 1983年（昭和58年）2月 - 東京証券取引所市場第二部に上場。
- 1987年（昭和62年）10月 - 丸久電機株式会社の株式を取得し、子会社化。
- 1992年（平成4年）12月 - 米国ケンタッキー州ダンビルに子会社Denyo America Corporationを設立。
- 1995年（平成7年）8月 - 米国に合弁会社Denyo Manufacturing Corporationを設立。
- 1999年（平成11年）10月 - デンヨーテクノサービスが株式会社ディー・エム・エスを吸収合併。
- 2000年（平成12年）
  - 1月 - ディー・ビー・エスがデンヨー興産株式会社に商号変更。
  - 3月 -
    - 東京証券取引所市場第一部に指定替え。
    - デンヨー興産が物流システム株式会社を吸収合併。

  - 7月 - シンガポールに子会社Denyo Asia Pte. ltdを設立。
- 2003年（平成15年）
  - 4月 - デンヨーアジア株式会社がデンヨーアメリカ株式会社を吸収合併し、同時に商号をデンヨー貿易株式会社に変更する。
  - 5月 - 滋賀工場を閉鎖し、生産を福井工場に統合。滋賀工場は滋賀物流センター兼福井分工場とする。
- 2006年（平成18年）
  - 10月 - 福井工場でISO 14001を取得
  - 12月 - 本社を東京都中央区日本橋堀留町へ移転。
- 2007年（平成19年）
  - 6月 - 株式取得により西日本発電機（現・ニシハツ）を子会社化。
  - 10月 - オランダに子会社Denyo Europe B.V.を設立。
- 2009年（平成21年）7月 - デンヨーテクノサービス、デンヨー貿易を吸収合併。
- 2010年（平成22年）
  - 5月 - ベトナムにDenyo Vietnam Co.,Ltd.を設立
  - 10月 - 埼玉工場を閉鎖し、生産を福井工場に統合
- 2013年（平成25年）3月 - 埼玉県坂戸市に開発研修センターを新設。
- 2015年（平成27年）2月 - Denyo Vietnam Co.,Ltd.が第2工場を増築し、エンジン発電機の生産を開始。
- 2018年（平成30年）7月 - 創立70周年を迎える。
- 2020年（令和2年）4月 - ベトナムに子会社Denyo Trading Vietnam Co.,Ltd.を設立。
- 2022年（令和4年）
  - 2月 - エンジン溶接機累計生産台数80万台達成。
  - 4月 - 東京証券取引所プライム市場に移行。

## 主な製品

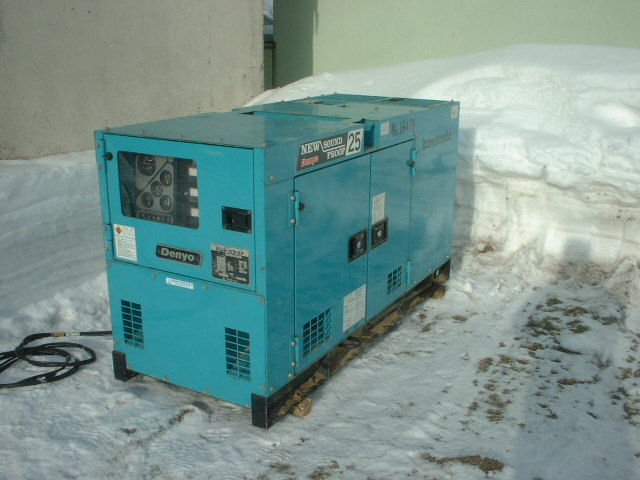
工事現場等で使用される可搬型発電機

- 発電機 - 国内市場占有率70%。ポータブル発電機、可搬形発電機、一般停電用予備発電機、非常用発電機、電源車などのバリエーションがある。
- 溶接機 - 国内市場占有率55%。エンジン溶接機（ガソリンエンジン／ディーゼルエンジン溶接機、TIG溶接機、炭酸ガス溶接機、プラズマ切断機）・バッテリー溶接機

- コンプレッサー - 国内市場占有率15%
- 高所作業車
- エンジン投光機
- 高圧洗浄機

## 主な製造拠点
- 福井工場 - 福井県三方上中郡若狭町
- 滋賀工場 - 滋賀県湖南市
- アメリカ・ケンタッキー州
- インドネシア・西ジャワ州
- ベトナム・ハノイ

## 関連会社

### 国内子会社
- デンヨー興産 （東京都中央区）
- 新日本建販 （神奈川県横浜市）
- ニシハツ（佐賀県唐津市）

### 海外子会社
- Denyo America Corporation -米国カリフォルニア州
- Denyo Manufacturing Corporation - 米国ケンタッキー州
- Denyo Asia PteLtd - シンガポール
- United Machinery Services PteLtd - マレーシア・スランゴール州
- P.T.Dein Prima Generator - インドネシア・西ジャワ州
- Denyo Vietnam - ベトナム
- Denyo Trading Vietnam - ベトナム
- Denyo Europe.B.V. - オランダ・ユトレヒト州

## CM
- 1980年代前後に、「技術で明日を築く」をキャッチコピーとした企業イメージCMを放送していた。
- 1990年代初頭に、当時ジャパン女子プロレス所属だったキューティー鈴木をイメージキャラクターとしてCMを放送していた。
- 2025年1月15日水曜日から浜辺美波が出演する新CMが放送される。